# Fin (théorie des catégories)
Pour les articles homonymes, voir Fin.
En mathématiques, une fin d'un foncteur est une généralisation du concept de limite. Les fins et leurs duales, les cofins, sont généralement notées avec le s long de l'intégrale.
La notion de fin apparaît naturellement dans les extensions de Kan en théorie des catégories enrichies, et dans l'étude des actions sur une catégorie. En particulier, la fin d'un foncteur, vu comme distributeur, correspond au sous-objet (en) sur lequel l'action à droite et l'action à gauche coïncident.

## Définition
Soient {\displaystyle C} et {\displaystyle D} des catégories, et soit {\displaystyle F:C^{\mathrm {op} }\times C\to D} un bifoncteur. La fin de F dans X est la donnée :
- d'un objet e de D, associé à
- une transformation extranaturelle (parfois appelées « dinaturelle ») universelle de e vers F.

Elle est notée
{\displaystyle \int _{c:C}F(c,c).}
Si le codomaine D est une catégorie complète, alors toutes les petites limites existent et, à l'instar des limites, on peut définir la fin de F comme égalisateur du diagramme :
{\displaystyle \int _{c:C}F(c,c)\longrightarrow \prod _{c:C}F(c,c)\rightrightarrows \prod _{c,c':C}F(c,c')^{C(c,c')}}
où le morphisme du dessus est induit par la précomposition {\displaystyle F(c,c)\times C(c,c')\rightarrow F(c,c')} et celui du dessous par la postcomposition {\displaystyle F(c',c')\times C(c,c')\rightarrow F(c,c')}.